# 4861 Nemirovskij
A 4861 Nemirovskij (ideiglenes jelöléssel 1987 QU10) a Naprendszer kisbolygóövében található aszteroida. Ljudmila Georgijevna Karacskina fedezte fel 1987. augusztus 27-én.